# الإعاقة في سنغافورة

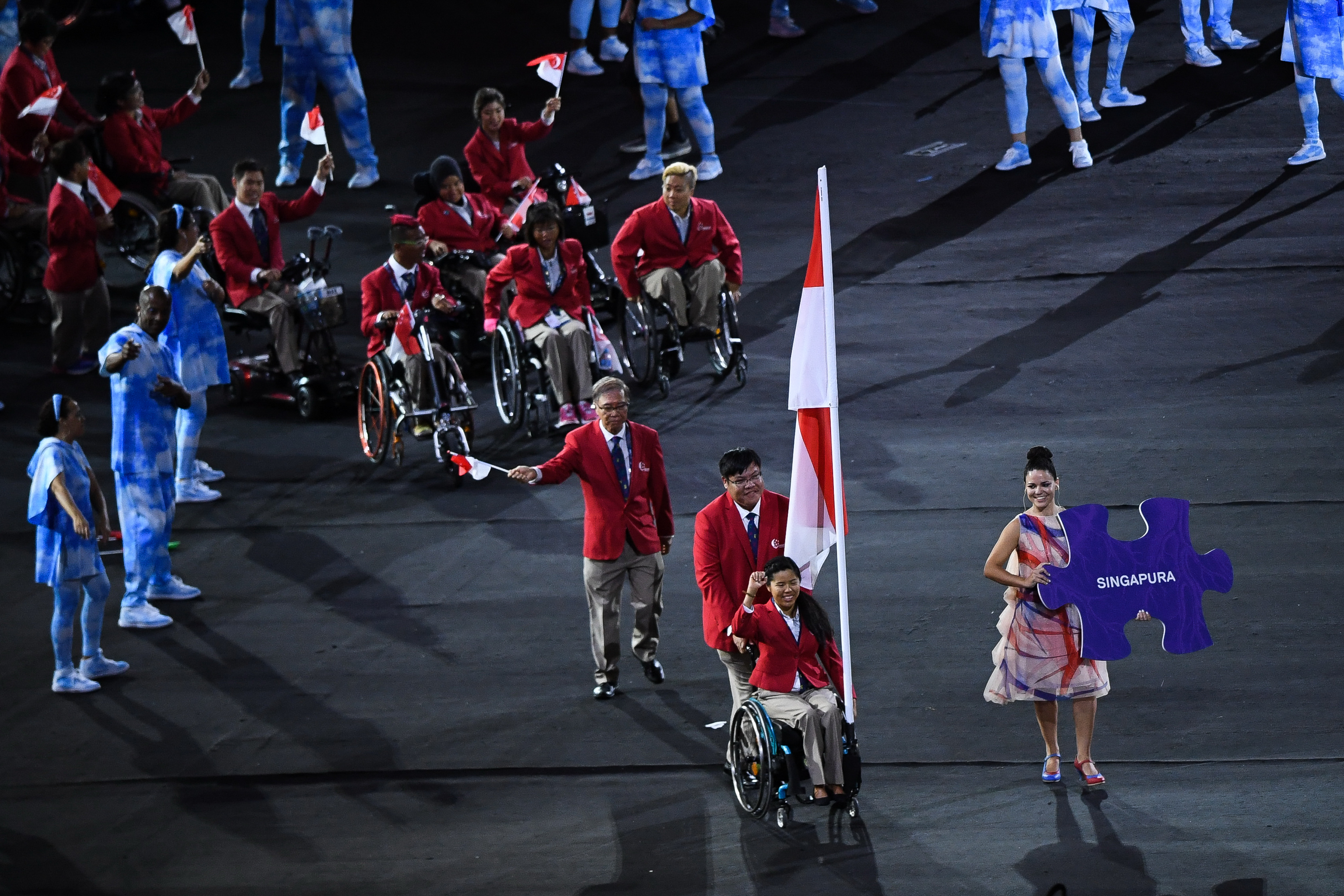
موكب الأمم البارالمبية 2016 سنغافورة

لا يوجد لدى سنغافورة تعريف رسمي للإعاقة. وقعت سنغافورة على اتفاقية حقوق الأشخاص ذوي الإعاقة في عام 2013، وتقوم بتنسيق الخطة الرئيسية التمكينية مع كل من الحكومة والمنظمات غير الحكومية.

## تاريخ
كان خطاب العمل الخيري سائداً بشكل عام في سنغافورة منذ فترة ما بعد الحرب العالمية الثانية. وقد تُرك دعم الأشخاص ذوي الإعاقة للمجتمع، الذي أنشأ العديد من المنظمات التطوعية. وشهدت نهاية الحرب قيام البريطانيين بتطبيق دولة الرفاهية استناداً إلى تقرير بيفريدج، والذي كانت له تداعيات في سنغافورة. وكجزء من هذا التركيز على الرعاية الاجتماعية، أُنشئت إدارة الرعاية الاجتماعية (SWD) في عام 1946. كان الهدف من إدارة الرعاية الاجتماعية هو توفير المساعدة الدائمة فقط لأولئك الذين يعانون من إعاقة دائمة أو بسبب الشيخوخة. ومع ذلك، لم يكن نظام الرعاية الاجتماعية شاملاً مثل النظام البريطاني. ولم تُوفر إدارة الرعاية الاجتماعية أيضًا أحكامًا للتعليم الخاص، بل بدا أنها كانت تعتقد أن الأطفال ذوي الاحتياجات الخاصة "سيعيقون تعليم الطفل العادي". وشهدت ستينيات وسبعينيات القرن العشرين، مع تركيز سنغافورة على النمو الاقتصادي، أولوية جديدة لإعادة تأهيل الأشخاص ذوي الإعاقة لتمكينهم من الانضمام إلى القوى العاملة والعودة إليها. ولم يبدأ خطاب جديد يعتمد على النموذج الاجتماعي للإعاقة إلا في عام 1981، عندما انعقد المؤتمر العالمي الأول للمنظمة الدولية للأشخاص ذوي الإعاقة في سنغافورة. انتخب الناشطون المعاقون من مختلف أنحاء العالم، ومن بينهم فيك فينكلشتاين، وإد روبرتس، وبينجت ليندكفيست، السنغافوري رون تشاندران دودلي كأول رئيس مؤسس. وقد أدى هذا إلى نمو نشاط ذوي الإعاقة منذ الثمانينيات فصاعدًا.
في عام 1983، عقدت وزارة الشؤون الاجتماعية ورشة عمل حول الأشخاص ذوي الإعاقة وخرجت بسياسة رسمية حول كيفية الدفاع عن حقوق الأشخاص ذوي الإعاقة. توصلت الورشة إلى أول تعريف وطني معتمد للإعاقة والذي يعترف باحتياجاتهم في المجتمع. تأسس المجلس الاستشاري للأشخاص ذوي الإعاقة في أبريل 1988 وكان أول من تولى رئاسته هو توني تان. وأكد المجلس على أهمية دمج الأشخاص ذوي الإعاقة كمواطنين متساوين.
أدرج رئيس الوزراء جو تشوك تونج الأشخاص ذوي الإعاقة في حملة إعادة تشكيل سنغافورة في عام 2002. وفي عام 2002 أيضًا، أنشأت الحكومة شكلًا طوعيًا وبأسعار معقولة من التأمين الصحي يسمى ElderShield. يساعد التأمين في دفع تكاليف رعاية الأشخاص ذوي الإعاقة الشديدة.
في عام 2013، وقعت سنغافورة على اتفاقية حقوق الأشخاص ذوي الإعاقة.

## التركيبة السكانية
بالنسبة للأفراد الذين تزيد أعمارهم عن 50 عامًا، يعتبر حوالي 13.3٪ من ذوي الإعاقة؛ بين سن 18 و49 عامًا، يعتبر حوالي 3.4٪ من ذوي الإعاقة و2.1٪ من الأطفال دون سن 18 عامًا من ذوي الإعاقة في سنغافورة. من بين أولئك الذين يعانون من الإعاقة، يعتبر حوالي النصف من ذوي الإعاقات الجسدية أو الحسية. شُخص طفل واحد من بين كل 68 طفلًا في سنغافورة بالتوحد. لقد زاد عدد الأطفال الذين شُخص إصابتهم بالتوحد في سنغافورة بمرور الوقت. يعاني حوالي 5 إلى 6 في المائة من الأطفال المولودين في سنغافورة من مشاكل في النمو من أنواع مختلفة.
0.55% فقط من القوى العاملة في سنغافورة يعانون من نوع من الإعاقة.

## الأسباب
حوالي نصف الأشخاص ذوي الإعاقات الجسدية اكتسبوها من خلال وسائل خلقية أو وراثية.

## المواقف الثقافية تجاه الإعاقة
وفي سنغافورة، كان هناك التركيز على إعادة تأهيل الأشخاص ذوي الإعاقة. غالبًا ما يُنظر إلى الأشخاص غير القادرين على العمل من خلال عدسة نفعية، حيث يُنظر إليهم على أنهم غير قادرين على المساهمة اقتصاديًا في البلاد.
وبالإضافة إلى ذلك، فقد اعتبر الوقاية من الإعاقات أمرا مهما. في عام 1970، أقرت سنغافورة قانون التعقيم الطوعي (VSA) الذي سمح لأي زوج أو والد أو ولي أمر قانوني لشخص يعاني من إعاقات عقلية أو جسدية متكررة أو دائمة بالموافقة على التعقيم نيابة عنه. وقد أعطى هذا مقدمي الرعاية للأشخاص ذوي الإعاقة "سلطة غير عادية لاتخاذ القرارات نيابة عنهم". وخلال الثمانينيات والتسعينيات من القرن العشرين، ظل العديد من الأشخاص ذوي الإعاقة إما محجوزين في منازلهم أو موضعين في مؤسسات رعاية.
يواجه الأشخاص الذين يعانون من إعاقات أقل وضوحًا حكمًا اجتماعيًا ووصمة عار بسبب إعاقتهم. كثيرًا ما يُشكك في احتياجهم للدعم لمجرد أن إعاقتهم غير مرئية أو لا تظهر بوضوح للآخرين. توصلت دراسة أجراها المجلس الوطني للخدمة الاجتماعية عام 2015 إلى أن ثلث الأشخاص في سنغافورة لن يوظفوا الأفراد ذوي الإعاقة. يشعر العديد من السنغافوريين بعدم اليقين بشأن كيفية التعامل مع الأشخاص ذوي الإعاقة لأن آداب التعامل في مثل هذه المواقف غير واضحة.

## رياضة
منذ تأسيس مجلس سنغافورة للرياضة لذوي الإعاقة (الذي كان يسمى آنذاك "مجلس سنغافورة الرياضي لذوي الإعاقة") في عام 1973، بدأ الرياضيون ذوو الإعاقة السنغافوريون المشاركة في الأحداث الرياضية الإقليمية وفعاليات الكومنولث لذوي الإعاقة. شاركت سنغافورة بفريق في الألعاب البارالمبية لأول مرة في دورة الألعاب البارالمبية الصيفية عام 1988، وشاركت في كل الألعاب الصيفية منذ ذلك الحين.

## سياسة
سنغافورة، بالمقارنة مع دول أخرى مماثلة، لا تنفق الكثير من المال على خدمات الرعاية الاجتماعية. وتؤكد الحكومة على فكرة الاعتماد على الذات، حيث تعتبر الأسرة هي خط الدعم الأول للإنسان، ثم تأتي المنظمات التطوعية والشعبية للمساعدة. وبما أن الأسرة هي "خط الدعم الأول"، فإن الأشخاص ذوي الإعاقة الذين يعتمدون على مقدمي الرعاية "غالبًا ما يكونون تحت رحمة تقلبات العلاقات الأسرية".
لقد تطورت وجهات النظر الحديثة بشأن العمل مع الأشخاص ذوي الإعاقة في سنغافورة بمرور الوقت. ومع ذلك، فإن الحكومة لا تملك "تعريفًا واضحًا للإعاقة والأشخاص ذوي الإعاقة".
وقد أوصت الخطة الرئيسية التمكينية للفترة 2012-2016 بتعزيز الشمول للأشخاص ذوي الإعاقة من خلال الحملات التعليمية. و أُطلق العديد من الحملات في عام 2013، بعضها روج لها من قبل الحكومة والبعض الآخر من قبل المنظمات غير الحكومية.
في عام 2016، كُشف عن حملة لرفع مستوى الوعي لدى السنغافوريين بشأن الأشخاص ذوي الإعاقة. أُنشئت الحملة التي استمرت خمس سنوات بواسطة NCSS وتسمى "انظر إلى حقيقتي". في عام 2017، خصصت حكومة سنغافورة 400 مليون دولار للأشخاص ذوي الإعاقة. أُنشئ برنامج انتقال من المدرسة إلى العمل للطلاب الذين يعانون من إعاقات تنموية وفكرية في عام 2017.
يمكن للأفراد ذوي الإعاقة التنموية استخدام بطاقة هوية سجل الإعاقة التنموية (بطاقة هوية DDR) التي توفر خصومات والوصول إلى المرافق المشاركة. علاوة على ذلك، يحصل الأشخاص ذوو الإعاقات التنموية على الدعم خلال التحقيقات الشرطية بموجب مخطط البالغين المناسبين (AAS) الذي أُعتمد في عام 2015.

### بنية تحتية

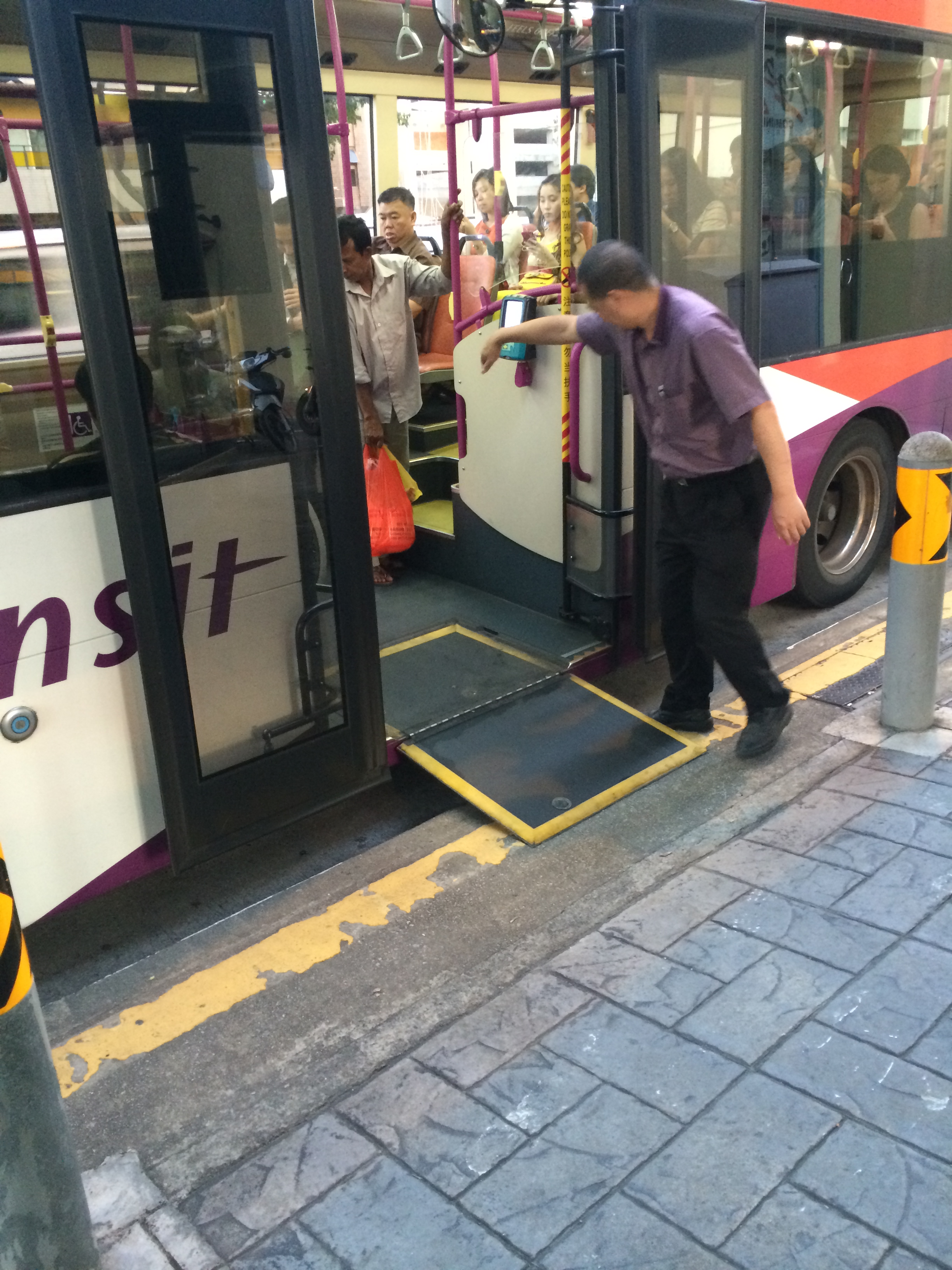
منحدر حافلة الكراسي المتحركة.

جميع محطات القطارات في سنغافورة مجهزة بمداخل ومصاعد يمكن الوصول إليها بسهولة. تحتوي المحطات أيضًا على معلومات برايل ومؤشرات سطحية ملموسة. يُعلن عن أسماء محطات القطار للأشخاص ذوي الإعاقة البصرية، كما تومض الأضواء الحمراء للتحذير من إغلاق الأبواب للأشخاص الصم. كما وفرت الخطة الرئيسية التمكينية 2012-2016 لسنغافورة لافتات يمكن الوصول إليها بسهولة في وسائل النقل العام وفي المناطق العامة والمباني.
تتوفر مواقف سيارات يمكن الوصول إليها للأشخاص ذوي الإعاقات الجسدية.
إن الهياكل السكنية التي توفرها هيئة تنمية الإسكان خالية من الحواجز، ومنذ عام 2006، خضعت المجمعات السكنية القديمة لعمليات ترقية شملت إضافة منحدرات ودرابزين، بالإضافة إلى توفير أشكال أخرى من الدعم لتسهيل وصول الأشخاص ذوي الإعاقة.
حُسنت البيئة العامة منذ ذلك الحين من خلال قانون إمكانية الوصول في البيئة المبنية لعام 2013، والذي يوفر إمكانية وصول أكبر إلى المباني والبنية الأساسية التي بُنيت بعد عام 2013. يُوفر الدعم للشركات من خلال الحكومة لتحديث المرافق الحالية من أجل توفير "ميزات إمكانية الوصول الأساسية".

### تعليم
أُنشئت مراكز تشين بو (أو "التقدم") من قبل جمعية سنغافورة للأطفال المعاقين عقليًا (SARC)، والتي تُعرف الآن باسم حركة سنغافورة للمعوقين ذهنيًا (MINDS). كانت البداية في عام 1961، حين تولى نادي الروتاري في سنغافورة رعاية هذه المراكز أو المدارس لأول مرة. ومع ذلك، فإن الأطفال ذوي الإعاقات المتعددة والذين يعانون من إعاقات أخرى غير الإعاقات الذهنية لم يكونوا مؤهلين لمراكز تشين بو.
لمدة سنوات عديدة، لم يُقبل الأطفال ذوي الإعاقات المختلفة في المدارس في سنغافورة. أُفتتح إحدى المدارس الأولى للأطفال ذوي الإعاقة في 12 مارس 1979، على يد لينا تامبيا. كانت المدرسة تسمى مجموعة لعب الأطفال ذوي الإعاقة التابعة لـ AWWA وكانت تُدار من كنيسة القديس إغناطيوس.
منذ عام 2011 تقريبًا، أنشأت حكومة سنغافورة خدمات التدخل في مرحلة الطفولة المبكرة والتي تشمل العلاج والدعم التعليمي. أنشأت وزارة التعليم صندوق احتياجات التعليم الخاصة في عام 2014 لمساعدة الطلاب ذوي الإعاقة على شراء أجهزة التكنولوجيا المساعدة للمدرسة. في عام 2017، دعت الحكومة إلى مزيد من دمج الأطفال ذوي الإعاقة في المدارس. سمحت مشاريع مثل Children in Action وBuddy'IN للأطفال من ذوي الاحتياجات الخاصة ومن غير ذويها بالتفاعل بطرق مفيدة لكلا المجموعتين. وتتضمن التوصيات الجديدة للتعليم الخاص أيضًا التركيز بشكل أكبر على المهارات الحياتية اللازمة للتوظيف والعيش بشكل مستقل.
أُنشئت أول مدرسة شاملة لمرحلة ما قبل المدرسة، Kindle Garden، في عام 2016 من قبل جمعية رعاية المرأة الآسيوية (AWWA).
لا توفر مؤسسات التعليم العالي، مثل جامعة سنغافورة للإدارة (SMU)، دائمًا أماكن إقامة للطلاب ذوي الإعاقة. في حالة جامعة جنوب ميثوديست، عندما تبين أن الطلاب يحتاجون إلى تسهيلات، أنشأت الجامعة لجنة برئاسة جاك يونج هو لتوفير العناصر اللازمة للتضمين.

### المنظمات غير الحكومية
لعب الناشط رون تشاندران دودلي، الذي كان يعاني أيضًا من ضعف البصر، دورًا مهمًا في الثمانينيات من خلال تمثيل سنغافورة في أول مؤتمر عالمي لمنظمة الأشخاص ذوي الإعاقة الدولية (DPI). وأشار تشاندران دودلي إلى أن العديد من الأشخاص ذوي الإعاقة في سنغافورة لم يكونوا في مناصب قيادية في المنظمات التي طورت لهم. كما دعا إلى أهمية التركيز على ما يمكن للأشخاص ذوي الإعاقة فعله، وليس ما لا يستطيعون فعله. في أبريل 1986، سُجل فرع سنغافورة لمنظمة DPI، والذي يسمى جمعية الأشخاص ذوي الإعاقة (DPA)، ليصبح أول مجموعة مناصرة لحقوق الأشخاص ذوي الإعاقة يتم الاعتراف بها رسميًا. تستمر DPA في الدفاع عن حقوق الأشخاص ذوي الإعاقة. تعمل جمعية DPA على تعزيز الفهم الثقافي للأشخاص ذوي الإعاقة من خلال زيارة أماكن مثل المدارس والمكاتب.
تأسست منظمة للأطفال ذوي الإعاقات الذهنية، جمعية سنغافورة للأطفال المتخلفين عقليًا (SARC)، والتي غيرت اسمها لاحقًا إلى حركة المعاقين ذهنيًا في سنغافورة (MINDS)، في عام 1962 على يد الأخصائية الاجتماعية الطبية، ديزي فايثيلينجام.

### تشريع
بدأت التشريعات التي تدعم وتحمي حقوق الأشخاص ذوي الإعاقة في سنغافورة في ثمانينيات القرن العشرين.
لا يوجد قانون ضد حرمان الأشخاص ذوي الإعاقة من الخدمات أو الوصول إليها في سنغافورة. عُدل قانون VSA، الذي يسمح بتعقيم الأفراد، في عام 2012 لإعطاء موافقة أكبر للأشخاص الذين قد يخضعون لهذه العملية.
سنغافورة دولة طرف في اتفاقية الأمم المتحدة لحقوق الأشخاص ذوي الإعاقة، حيث وقعت عليها في 30 نوفمبر 2012 وصدقت عليها في 18 يوليو 2013.

### الاستشهادات
1. 1 2 3 4 5 6 7 8 9 10 11  Kuansong، Zhuang (2010). "Enabling the Singapore Story: Writing a History of Disability". Monograph 42: Studies in Malaysian & Singapore History: Mubin Sheppard Memorial Essays: 47–81.
2. ↑  Luk 2014، صفحة 96.
3. 1 2  Kuansong، Zhuang (2010). "Enabling the Singapore Story: Writing a History of Disability". Monograph 42: Studies in Malaysian & Singapore History: Mubin Sheppard Memorial Essays: 47–81.Kuansong, Zhuang (2010). "Enabling the Singapore Story: Writing a History of Disability". Monograph 42: Studies in Malaysian & Singapore History: Mubin Sheppard Memorial Essays: 47–81.
4. 1 2  Wong et al. 2017، صفحة 175.
5. 1 2  Luk 2014، صفحة 91.
6. ↑  Wong et al. 2017، صفحة 171.
7. 1 2  "Number and profile of persons with disabilities". Ministry of Social and Family Development. مؤرشف من الأصل في 2018-06-14. اطلع عليه بتاريخ 2017-09-28.
8. ↑  Hui, Kok Xing (8 May 2016). "Living With Disabilities That Are Not Visible". The Straits Times (بالإنجليزية). Archived from the original on 2017-10-02. Retrieved 2017-09-26.
9. ↑  Fam 2016، صفحة 15.
10. ↑  Tan, Theresa (9 Jun 2016). "The hard - and heart - part of inclusiveness for the disabled". The Straits Times (بالإنجليزية). Archived from the original on 2017-10-06. Retrieved 2017-09-28.
11. ↑  Hui, Kok Xing (5 Mar 2017). "Call to integrate people with disabilities early". The Straits Times (بالإنجليزية). Archived from the original on 2017-10-02. Retrieved 2017-09-27.
12. ↑  Raghunathan et al. 2015، صفحة 4.
13. ↑  Wong et al. 2017، صفحة 172.
14. 1 2 3  Wong et al. 2017، صفحة 173.
15. 1 2 3  Tan, Theresa (9 Jun 2016). "The hard - and heart - part of inclusiveness for the disabled". The Straits Times (بالإنجليزية). Archived from the original on 2017-10-06. Retrieved 2017-09-28.Tan, Theresa (2016-06-09). "The hard - and heart - part of inclusiveness for the disabled". The Straits Times. Archived from the original on 2017-10-06. Retrieved 2017-09-28.
16. 1 2  Tai, Janice (8 May 2016). "Your son has special needs? So do my dogs". The Straits Times (بالإنجليزية). Archived from the original on 2017-10-03. Retrieved 2017-09-26.
17. 1 2  "New disability awareness campaign calls for the public to 'see the true me'". Channel NewsAsia (بالإنجليزية الأمريكية). 2 Jun 2016. Archived from the original on 2017-07-13. Retrieved 2017-09-26.
18. ↑  Fam 2016، صفحة 18.
19. ↑  "About Us". Singapore Disability Sports Council. 9 مارس 2014. مؤرشف من الأصل في 2017-10-13. اطلع عليه بتاريخ 2017-10-12.
20. 1 2  Haskins, Ron (1 Jun 2011). "Social Policy in Singapore: A Crucible of Individual Responsibility". Brookings (بالإنجليزية الأمريكية). Archived from the original on 2024-11-05. Retrieved 2017-09-27.
21. ↑  Raghunathan et al. 2015، صفحة 7.
22. ↑  DPA 2015، صفحة 6.
23. ↑  DPA 2015، صفحة 11.
24. ↑  DPA 2015، صفحة 12.
25. ↑  "New disability awareness campaign calls for the public to 'see the true me'". Channel NewsAsia (بالإنجليزية الأمريكية). 2 Jun 2016. Archived from the original on 2017-07-13. Retrieved 2017-09-26."New disability awareness campaign calls for the public to 'see the true me'". Channel NewsAsia. 2 June 2016. Archived from the original on 13 July 2017. Retrieved 26 September 2017.
26. 1 2  Hui, Kok Xing (5 Mar 2017). "Call to integrate people with disabilities early". The Straits Times (بالإنجليزية). Archived from the original on 2017-10-02. Retrieved 2017-09-27.Hui, Kok Xing (2017-03-05). "Call to integrate people with disabilities early". The Straits Times. Archived from the original on 2017-10-02. Retrieved 2017-09-27.
27. ↑  Goy, Priscilla (21 Feb 2017). "More help for the disabled and their caregivers". The Straits Times (بالإنجليزية). Archived from the original on 2017-09-06. Retrieved 2017-09-27.
28. ↑  "DDR ID Card". مؤرشف من الأصل في 2021-04-11. اطلع عليه بتاريخ 2019-12-03.
29. ↑  DPA 2015، صفحة 17-18.
30. 1 2 3  "Facilities for the disabled in Singapore". AsiaOne. مؤرشف من الأصل في 2018-03-16. اطلع عليه بتاريخ 2017-09-27.
31. 1 2  DPA 2015، صفحة 13.
32. ↑  "Accessibility". SG Enable (بالإنجليزية الأمريكية). Archived from the original on 2019-07-05. Retrieved 2017-09-27.
33. ↑  "Facilities for the disabled in Singapore". AsiaOne. مؤرشف من الأصل في 2018-03-16. اطلع عليه بتاريخ 2017-09-27."Facilities for the disabled in Singapore". AsiaOne. Archived from the original on 2018-03-16. Retrieved 2017-09-27.
34. ↑  DPA 2015، صفحة 14.
35. 1 2  "MINDS' Vision and Mission". Movement for the Intellectually Disabled of SIngapore. مؤرشف من الأصل في 2017-10-03. اطلع عليه بتاريخ 2017-09-26.
36. ↑  Cherian, Mary; Ho, Jeannie (22 Nov 2002). Many Dawns: A Brief History of Services for Individuals with Intellectual Disability in Singapore (بالإنجليزية). World Scientific. p. 53. ISBN:9789814632553.
37. 1 2 3  Wong et al. 2017، صفحة 176.
38. ↑  Tai, Janice (8 May 2016). "Your son has special needs? So do my dogs". The Straits Times (بالإنجليزية). Archived from the original on 2017-10-03. Retrieved 2017-09-26.Tai, Janice (2016-05-08). "Your son has special needs? So do my dogs". The Straits Times. Archived from the original on 2017-10-03. Retrieved 2017-09-26.
39. ↑  DPA 2015، صفحة 29.
40. ↑  Fam 2016، صفحة 50.
41. ↑  Fam 2016، صفحة 49.
42. 1 2  "Interview from Singapore (Part 2)". AHEAD: Association on Higher Education and Disability (بالإنجليزية). Archived from the original on 2015-10-05. Retrieved 2017-09-28.
43. 1 2  Wong et al. 2017، صفحة 174.
44. ↑  "History". DPA - The Disabled People's Association (بالإنجليزية الأمريكية). Archived from the original on 2017-09-26. Retrieved 2017-09-26.
45. ↑  Koh, Jaime (2012). Singapore Childhood: Our Stories Then And Now (بالإنجليزية). World Scientific. pp. 129–130. ISBN:9789814405799. Archived from the original on 2023-01-03.
46. ↑  Yap, Alvan (3 Dec 2013). "Why S'pore needs disability legislation". TODAY Online (بالإنجليزية). Archived from the original on 2017-10-09. Retrieved 2017-09-26.
47. ↑  DPA 2015، صفحة 20.
48. ↑  Singapore and the UN CRPD (PDF). Singapore: Disabled People's Association, Singapore. 2015. ص. 5. مؤرشف (PDF) من الأصل في 2016-05-09. اطلع عليه بتاريخ 2017-09-28.